# Монашівська сільська рада
Монаші́вська сільська́ ра́да — колишня адміністративно-територіальна одиниця та орган місцевого самоврядування в Білгород-Дністровському районі Одеської області. Адміністративний центр — село Монаші.

## Загальні відомості
Монашівська сільська рада утворена в 1965 році.
- Територія ради: 44,088 км²
- Населення ради: 862 особи (станом на 2001 рік)

## Населені пункти
Сільській раді підпорядковані населені пункти:
- с. Монаші

## Населення
Згідно з переписом 1989 року населення сільської ради становило 1198 осіб, з яких 557 чоловіків та 641 жінка.
За переписом населення 2001 року в сільській раді мешкало 860 осіб.

### Мова
Розподіл населення за рідною мовою за даними перепису 2001 року:
| Мова       | Відсоток |
| ---------- | -------- |
| українська | 91,88 %  |
| російська  | 5,22 %   |
| болгарська | 1,04 %   |
| молдовська | 1,04 %   |
| гагаузька  | 0,35 %   |
| білоруська | 0,12 %   |
| вірменська | 0,12 %   |

## Склад ради
Рада складається з 14 депутатів та голови.
- Голова ради:
- Секретар ради: Корольова Ксенія Василівна

### Керівний склад попередніх скликань
| Прізвище, ім'я, по батькові | Основні відомості                                    | Дата обрання | Дата звільнення |
| --------------------------- | ---------------------------------------------------- | ------------ | --------------- |
| Гусько Лариса Дмитрівна     | Сільський голова, 1969 року народження, позапартійна | 26.03.2006   | 01.11.2007      |
| Адамчук Олена Михайлівна    | Сільський голова, 1965 року народження, позапартійна | 16.03.2008   | 31.10.2010      |

Примітка: таблиця складена за даними сайту Верховної Ради України

### Депутати
За результатами місцевих виборів 2010 року депутатами ради стали:

#### За суб'єктами висування
| Суб'єкт висування | Кількість обраних депутатів | %    |
| ----------------- | --------------------------- | ---- |
| Самовисування     | 10                          | 71,4 |
| Партія регіонів   | 4                           | 28,6 |

#### За округами
| № округу        | Прізвище, ім'я, по батькові   | Дата визнання обраним | Освіта             | Партійна приналежність | Відомості про обраного депутата                       |
| --------------- | ----------------------------- | --------------------- | ------------------ | ---------------------- | ----------------------------------------------------- |
| Партія регіонів |                               |                       |                    |                        |                                                       |
| 6               | Полякова Світлана Яковлівна   | 05.11.2010            | середня спеціальна | член Партії регіонів   | фельдшерсько-акушерський пункт с. Монаші, завідувачка |
| 9               | Валюхов Олександр Сидорович   | 05.11.2010            | вища               | член Партії регіонів   | РВ УМВС, слідчий                                      |
| 12              | Писарогло Роман Іванович      | 05.11.2010            | вища               | член Партії регіонів   | фермерське господарство «Тетяна», агроном             |
| 14              | Писарогло Тетяна Іванівна     | 05.11.2010            | середня спеціальна | член Партії регіонів   | фермерське господарство «Тетяна», голова              |
| Самовисування   |                               |                       |                    |                        |                                                       |
| 1               | Гинчева Людмила Іванівна      | 05.11.2010            | середня спеціальна | позапартійна           | Монашський навчально-виховний комплекс, вчитель       |
| 2               | Тищук Володимир Володимирович | 05.11.2010            | середня спеціальна | позапартійний          |                                                       |
| 3               | Бондаренко Лариса Іванівна    | 05.11.2010            | вища               | позапартійна           | магазин «Аліна», приватний підприємець                |
| 4               | Шелестян Олександр Петрович   | 05.11.2010            | вища               | позапартійний          | Монашський навчально-виховний комплекс, директор      |
| 5               | Данилюк Наталя Олександрівна  | 05.11.2010            | середня спеціальна | позапартійна           | тимчасово не працює                                   |
| 7               | Корольова Ксенія Василівна    | 05.11.2010            | вища               | член Партії регіонів   | Монашівська сільська рада, секретар                   |
| 8               | Шпура Юрій Михайлович         | 05.11.2010            | середня спеціальна | позапартійний          | порт «Южний», старший спеціаліст                      |
| 10              | Валюхова Юлія Віліївна        | 05.11.2010            | вища               | позапартійна           |                                                       |
| 11              | Корольов Віталій Григорович   | 05.11.2010            | середня спеціальна | позапартійний          | Мологівська сільська рада, секретар                   |
| 13              | Михайліченко Олег Миколайович | 05.11.2010            | вища               | позапартійний          | ООО «Санзіт», водій                                   |